# Rezolucja Rady Bezpieczeństwa ONZ nr 1748
Rezolucja Rady Bezpieczeństwa ONZ nr 1748 została przyjęta 27 marca 2007 podczas 5648. posiedzenia Rady.
Rezolucja przedłużyła do 15 czerwca 2008 mandat Międzynarodowej Komisji Śledczej, powołanej do zbadania okoliczności śmierci Rafika al-Haririego, byłego premiera Libanu. W przypadku wcześniejszego zakończenia przez komisję prac i przedstawienia raportu, możliwa jest jej likwidacja przed wyznaczonym w rezolucji terminem.